# 布丽塔·霍尔特豪斯
布丽塔·霍尔特豪斯（德語：Britta Holthaus，1979年1月25日—），德国女子赛艇运动员。她曾代表德国参加世界赛艇锦标赛，获得一枚金牌和二枚铜牌。她也曾参加2004年夏季奥林匹克运动会。